# Lokomotiva 718
Lokomotiva řady 718 (do roku 1987 jako řada TA 436.05, dříve jako ET 459.0501) byl prototyp čtyřnápravové hybridní posunovací lokomotivy představený roku 1986 lokomotivkou ČKD v Praze pro potřeby vleček československého průmyslu. Prototyp se vyznačoval kombinací dieselového pohonu s elektrickým, přičemž elektrická energie byla ukládána v akumulátorech. Tato kombinace byla zvolena z důvodu zjištění, že čistě dieselové lokomotivy využijí při posunech plný výkon svého pohonu jen v 1 % případů s ohledem na nižší dynamiku rozjezdu dieselových lokomotiv.
Nástupcem prototypu měl být model ČKD DA700 s vyšším výkonem, jehož výroba však již nebyla relizována.

## Popis
Lokomotiva řady 718 je čtyřnápravová s kabinou strojvedoucího uprostřed lokomotivy. Na obě strany se poté nacházejí kapoty nižší než je stanoviště, pod kterými jsou uloženy akumulátorové články. Použit byl typ NSK 300 vyrobené společností Akumulátorka n. p., závod Raškovice (dnes Saft Ferak a.s.)  v počtu celkem 480 článků. Naftový motor uložený v zadní části lokomotivy byl vyroben libereckou společností LIAZ. Na podvozku jsou uloženy dvakrát dva elektromotory zapojené do série. Dobíjení akumulátorů probíhá při provozu s naftovým motorem, díky rekuperaci nebo ze sítě 3x380 V.

## Vývoj
Prototyp lokomotivy označované jako řada 718 byl vyvinut společností ČKD a představen v roce 1986. Lokomotiva sdílela velký počet dílů a součástek s posunovací lokomotivou tehdy označovanou jako řada T457.0, po roce 1987 řada 730.

## Provoz
Lokomotiva opustila továrnu ČKD v roce 1986. Nejdříve byla testována přímo na vlečce společnosti, následně na zkušebním okruhu v Cerhenicích. Prototyp nesl tovární označení ČKD DA600 či podle jiných zdrojů DA 1435 Bo´Bo´ 600/150 kW a výrobní číslo 14222. Po opuštění továrny byl prototyp označen drážním označením jako ET 459.0501, během zkoušek v Cerhenicích pak přeznačen na TA 436.0501. Následně prototyp do služby převzaly Československé státní dráhy a byl dislokován v depu Olomouc. Výsledky předešlých zkoušek byly porovnány s dnešní lokomotivní řadou 730, se kterou prototyp sdílel řadu dílů a konstrukčních řešení. Ze srovnání vyšla řada 718 oproti starší produkční řadě 730 lépe a provoz prototypu se ukázal jako efektivnější.
V roce 1997 byl ukončen pronájem stroje Českými drahami a prototyp navrácen ČKD. Poté byl prodán nástupnickou společností Siemens Kolejová vozidla (SKV') za cenu odpadu společnosti Zásobárna Nymburk s cílem stroj rozebrat a díly rozprodat. Po čtyřech letech v jejím vlastnictví nakonec téměř kompletní lokomotivu zakoupila společnost Mavex Rekord, která ji následně přesunula na Slovensko do depa v Topoľčanech a následně ŽOS Zvolen, kde měla být uvedena do provozního stavu. Vzhledem k vysokým nákladům ale nakonec bylo rozhodnuto o zachování coby muzejního exponátu.